# Academy (Frasers Mountain)
Academy – część miejscowości (locality; do 1 grudnia 2010 railway point) Frasers Mountain, w kanadyjskiej prowincji Nowa Szkocja, w hrabstwie Pictou, na północny wschód od New Glasgow; nazwa urzędowo zatwierdzona 22 marca 1926.